# Pselaphodes anhuianus
Pselaphodes anhuianus – gatunek chrząszcza z rodziny kusakowatych i podrodziny marników. Występuje endemicznie w Chinach.

## Taksonomia
Gatunek ten opisali po raz pierwszy w 2013 roku Yin Ziwei i Li Lizhen na łamach ZooKeys. Jako miejsce typowe wskazano Park Narodowy Tianzhu Shan w chińskiej prowincji Anhui, od której to nazwy wywodzi się nadany epitet gatunkowy. Holotyp zdeponowano w Zbiorze Owadów Shanghai Shifan Daxue.
Gatunek zalicza się w obrębie rodzaju do grupy gatunków Pselaphodes tianmuensis, obejmującej również Pselaphodes daii, Pselaphodes hainanensis, Pselaphodes kuankuoshuiensis, Pselaphodes longilobus, Pselaphodes tianmuensis, Pselaphodes tiantongensis, Pselaphodes wrasei, Pselaphodes yunnanicus.

## Morfologia
Chrząszcz ten osiąga od 3 do 3,26 mm długości i od 1,25 do 1,34 mm szerokości ciała. Ubarwienie ma rudobrązowe. Głowa jest dłuższa niż szeroka, o bocznie zaokrąglonych zapoliczkach. Oczy złożone buduje u samca około 50, a u samicy około 25 omatidiów. Czułki buduje jedenaście członów, z których trzy ostatnie są powiększone, a u samca dziewiąty jest ponadto zmodyfikowany. Przedplecze jest nieco dłuższe niż szerokie, o okrągławo rozszerzonych krawędziach przednio-bocznych. Pokrywy są szersze niż dłuższe. Zapiersie u samców (metawentryt) ma duże, u wierzchołka rozszerzone i wklęśnięte wyrostki. Odnóża przedniej pary mają uzbrojone kolcami brzuszne strony krętarzy i ud oraz drobną ostrogę na szczycie goleni. Odnóża środkowej pary mają po małym kolcu na spodach krętarzy oraz niezmodyfikowane uda i golenie. Krętarze i uda tylnej pary odnóży również pozbawione są modyfikacji. Odwłok jest szeroki na przedzie i zwęża się ku tyłowi. Genitalia samca mają środkowy płat edeagusa asymetryczny, grubszy i o krótszej części szczytowej niż u gatunków pokrewnych.

## Ekologia i występowanie
Owad ten jest endemitem pasma górskiego Dabie Shan w Chinach, znanym tylko z prowincji Anhui i Hubei. Spotykany był w terenie górzystym, na rzędnych od 640 do 960 m n.p.m. Zasiedla ściółkę w lasach mieszanych.